# Leucophora subvittata
Leucophora subvittata este o specie de muște din genul Leucophora, familia Anthomyiidae. A fost descrisă pentru prima dată de Malloch în anul 1934. Conform Catalogue of Life specia Leucophora subvittata nu are subspecii cunoscute.